# Église Sant'Agostino de Reggio d'Émilie
L'église Sant'Agostino (Saint-Augustin) est une église catholique de la ville de Reggio d'Émilie, en Italie. Elle est dédiée à saint Augustin et dépend du diocèse de Reggio d'Émilie-Guastalla. Elle est sise piazzetta Cardinale Pignedoli, dans le centre historique de Reggio, près de la porte Castello et de la porte Brennone.

## Histoire et description
Il existait depuis le VIIIe siècle une église dédiée à saint Appolinaire ; mais au Moyen Âge à l'époque de la lutte entre les Guelfes et les Gibelins, elle fut gravement endommagée. Elle change de nom en 1268, lorsqu'elle est reconstruite en style gothique lombard avec son couvent attenant, confié aux pères augustiniens. L'église est transformée en 1452, avec une abside (1495) et une tour-clocher (1452-1493). La façade a été refaite en style baroque rococo en 1746 selon les dessins de l'architecte Alfonso Torreggiani (it) ; elle présente deux niches abritant une statue de saint Guillaume et une statue de saint Nicolas de Tolentino.
L'intérieur est composé d'une nef unique voûtée de voûtes sphériques refaite entre 1645 et 1666 selon le projet de Gaspare Vigarani. L'église possède un tableau du Guerchin, Saint Apollinaire, dans le bras gauche du transept, ainsi qu'une Madone de la Ghiara de Jacopo Negretti, dit Palma le Vieux, (dans la deuxième chapelle de gauche). On peut également admirer un Saint Augustin de Girolamo Massarini (dans le transept droit) un Martyre de saint Laurent de Pietro Desani et un Martyre de saint André de Jean Boulanger (1606-1660). Le mur d'entrée montre une fresque du milieu du XIVe siècle représentant une Vierge à l'Enfant. 

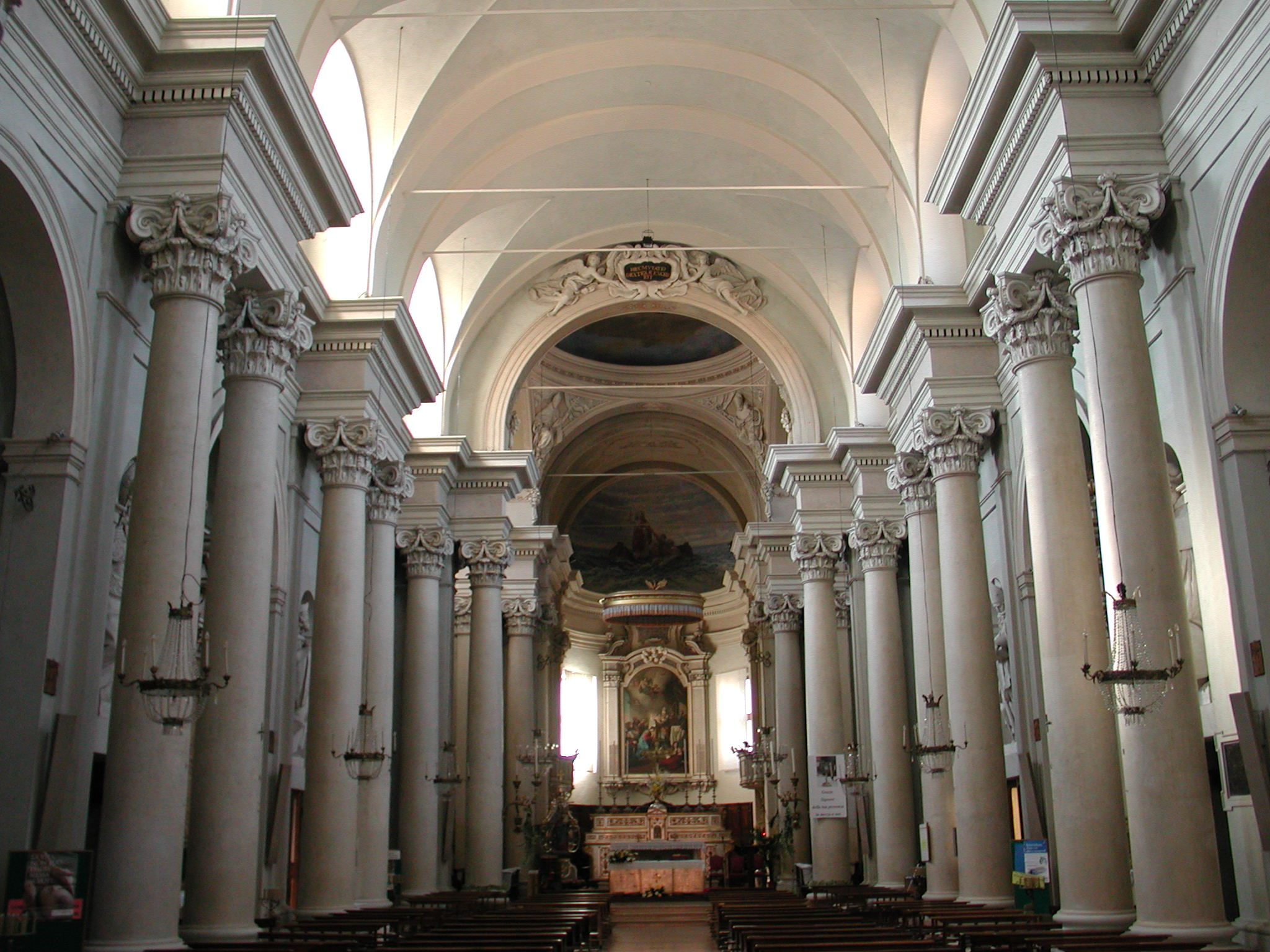
Vue de la nef.

## Localisation
L'église se trouve dans la partie méridionale du centre historique. Sa façade donne sur la piazzetta Cardinale Pignedoli et elle est contiguë au lycée classique Ariosto.